# José Luis Fernández Manzanedo
José Luis Fernández Manzanedo és un exjugador de futbol nascut a Burgos el 10 de febrer de 1956, que jugava com a porter. Entre els equips en el qual jugà cal destacar el Burgos CF, el València CF i el Reial Valladolid.

## Carrera esportiva
José Luis Fernández Manzanedo s'incorporà l'any 1973 amb 17 anys al Burgos CF des d'on, després de quatre temporades, fitxà pel València CF. Manzanedo defensà la porteria valencianista des de 1977 fins al 1985.
Especialment brillant fou la temporada 1978/79 on Manzanedo s'alçà amb el Trofeu Zamora com a porter menys golejat de Primera Divisió i, a més a més, el València CF s'alçà amb el títol de campió de la Copa del Rei de futbol. La següent campanya ja no fou tant reeixida a nivell personal, perquè perdé la titularitat en favor de José Manuel Sempere i Macià, això no obstant, aquell any aconseguí la Recopa d'Europa de futbol. L'any següent aconseguí la Supercopa d'Europa de futbol.
La temporada 1985/86 fitxà pel Reial Valladolid, recalant posteriorment en el CE Sabadell, abans de retirar-se definitivament del futbol a la Cultural Leonesa l'any 1988.

### Selecció espanyola
Fou internacional amb la selecció espanyola el 21 de setembre de 1977 en un partit disputat enfront Suïssa a Berna.

## Clubs
- Burgos CF: 1973-1977
- València CF: 1977-1985
- Reial Valladolid: 1985-1986
- CE Sabadell: 1986-1988
- Cultural Leonesa: 1988-1989

## Palmarès

### Campionats estatals
- 1 Copa del Rei: 1979

### Campionats internacionals
- 1 Recopa d'Europa: 1980
- 1 Supercopa d'Europa: 1980

### Distincions individuals
- 1 Trofeu Zamora: 1978/79